# 芝太郎
芝太郎（しばたろう）は、淡路島に伝わる化け狸で、淡路で勢力の高い狸の芝右衛門（しばえもん）の息子にあたる狸。名称については複数語られており、柴助（しばすけ）などとも。

## 概要
両親である芝右衛門とお増（おます）は大坂へ芝居見物に行き、そこで2匹とも犬に襲われて命を落としたといわれている。
芝太郎は大坂の中座に両親の供養に行こうと考え、大坂へ魚を売りに行く左衛門という男の船に乗るが発見されてしまう。芝太郎は船に積んであった魚の目玉を食べて空腹を満たしてもおり、謝罪として金の茶釜に化けた。左衛門はその茶釜を売却して大金を得たという。しばらくのあいだは売却先で茶釜のままの姿でいたが、やがて姿を消し、目的を果たしたという。